# Ligota Tułowicka
Ligota Tułowicka – wieś w Polsce położona w województwie opolskim, w powiecie opolskim, w gminie Tułowice.
W latach 1975–1998 miejscowość administracyjnie należała do ówczesnego województwa opolskiego.

## Historia
Od końca XVIII w. wieś posiadała wlasną pieczęć gminną, na której wizerunku przedstawiono  drzewo o nagich gałęziach wyrastające z murawy.

## Zabytki
Do wojewódzkiego rejestru zabytków wpisany jest:
- młyn wodny, obecnie dom nr 21, murowano-drewniany, z poł. XIX w.